# Salutat
Salutat è un dipinto a olio su tela (126,4x101,1 cm) realizzato nel 1898 dal pittore statunitense Thomas Eakins e conservato alla Phillips Academy di Andover.

## Storia
Come già dimostrato negli anni 1870 con il suo interesse per i rematori, negli anni 1890 Thomas Eakins tornò a dedicarsi alla raffigurazione di nudi maschili e sportivi, con particolare attenzione ai pugili. Grazie ai giornalisti sportivi Glarence Cranmer ed Henry Schlichter, in questo periodo Easkins incontrò e fece posare diversi lottatori.
Eakins inviò il quadro alla Pennsylvania Academy nel 1899, ma Salutat suscitò poco interesse tra i critici e passò generalmente inosservato. Easkins non riuscì mai a vendere l'opera, che fu acquistata solamente nel 1929 da Thomas Cochran alla vedova del pittore. Successivamente Cochran donò la tela all'Addison Gallery of American Art della Phillips Academy di Andover.

## Descrizione
Insieme a Between Rounds e Taking the Count, Salutat è una delle tele di medie dimensioni realizzate da Eakins sul soggetto della boxe. Between Rounds e Salutat vanno a immortalare un incontro svoltosi il 22 aprile 1898 tra i pesi piuma Tim Callahan e Billy Smith, che vide il primo dei due pugili trionfare sul secondo. Tuttavia, in Salutat, Eakins sceglie di rappresentare Smith come il vincitore e lo raffigura nel momento in cui saluta la folla nel momento del trionfo. Il pugile è rappresentato come un gladiatore e sulla cornice originale dell'opera erano incise le parole "Dextra Victrice Conclamantes Salutat" ("Con la mano destra vittoriosa saluta coloro che esultano").
Considerato tra i capolavori dell'artista, Salutat è caratterizzato da una grande precisione nella resa dei personaggi, tanto che gli storici dell'arte hanno identificato diversi membri del pubblico, tra cui l'amico Louis Kenton (con gli occhiali e il farfallino), il giornalista sportivo Clarence Cranmer (con la bombetta), David Jordan, il fotografo Lous Husson (accanto a Jordan), Samuel Murray (studente di Eakins) e Benjamin Eakins (il padre di Thomas).
Billy Smith è illuminato da una tenue luce bianca che fa risplendere il suo corpo, contrastando con le tonalità brune e grigiastre dell'ambiente e dei personaggi circostanti. La composizione triangolare costituita dai tre uomini in primo piano evidenzia la struttura classicheggiante dell'opera, che ricorda i bassorilievi incisi sui fregi.

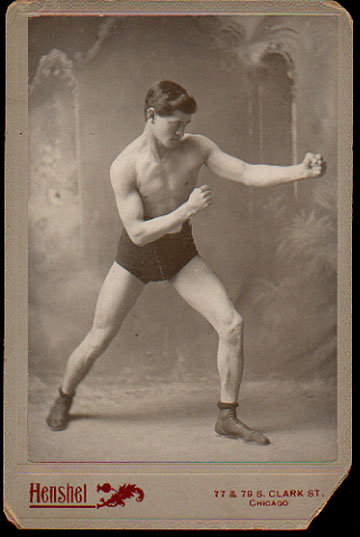
Billy Smith in una cartolina del 1900
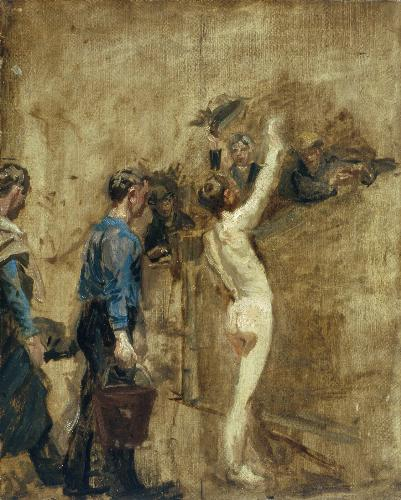
Studio per Salutat (Carnegie Museum of Art)